# Château de Castiglione della Pescaia
Le château de Castiglione della Pescaia (en italien ; Castello di Castiglione della Pescaia), en situé au sommet du promontoire, dans la partie la plus élevée du centre historique médièval de Castiglione della Pescaia de la province de Grosseto en Toscane,.

## Histoire
La fortification a été construite vers le Xe siècle comme une simple tour de guet côtière, construite par les Pisans qui, à l'époque, contrôlaient cette zone et pour cette raison, elle s'appelait initialement Torre Pisana. Au cours des deux siècles suivants, les deux autres tours ont été construites, tandis que les courtines et les bâtiments compris entre elles ont été construits à la Renaissance. L'ensemble du complexe subit quelques rénovations dans les siècles suivants, d'abord avec les Lorrains vers la fin du XVIIIe siècle et enfin au début du XXe siècle sous la direction de l'architecte Lorenzo Porciatti.

## Description
Le château se compose de trois tours d'angle couronnées de créneaux au sommet, dont la plus massive est la Torre Pisana originale. Le corps du bâtiment est situé du côté ouest qui regarde vers les murailles de Castiglione della Pescaia, tandis que des autres côtés la zone du complexe est délimitée par des murs-rideaux qui délimitent une cour intérieure.
Une autre courtine, crénelée, part de la tour sud-ouest et délimite le pourtour sud du château. Près de la tour s'ouvre une porte voûtée qui mène à une terrasse panoramique.

## Galerie

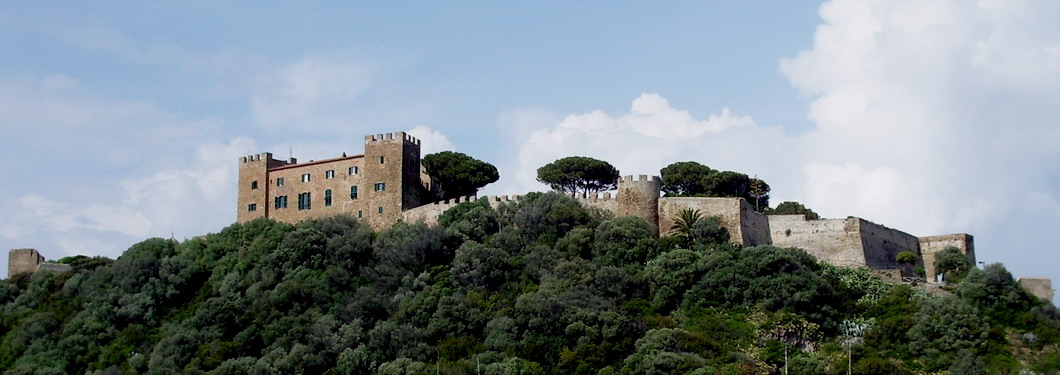
Le château et les remparts
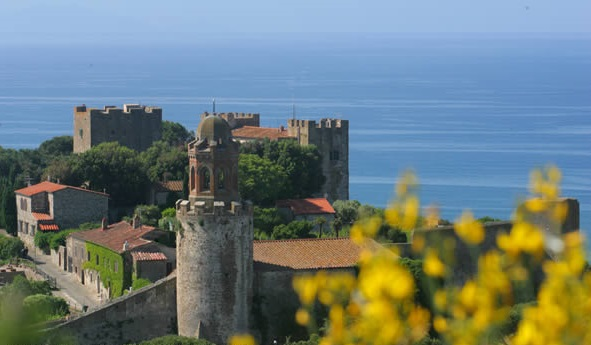
Vue aérienne